# Corbion
Corbion eller CSM (Centrale Suiker Maatschappij) er en nederlandsk producent af fødevareingredienser, de fremstiller sukker, mælkesyre, smagsforstærkere, emulgatorer og andre ingredienser. I 2022 havde de 2.600 ansatte og omsatte for 1,5 mia. euro.
Virksomhedens historie begyndte med oprettelsen af Centrale Suiker Maatschappij n.v. i 1919, hvor der blev produceret sukker af sukkerroer.